# Campionati mondiali di volo con gli sci 2016

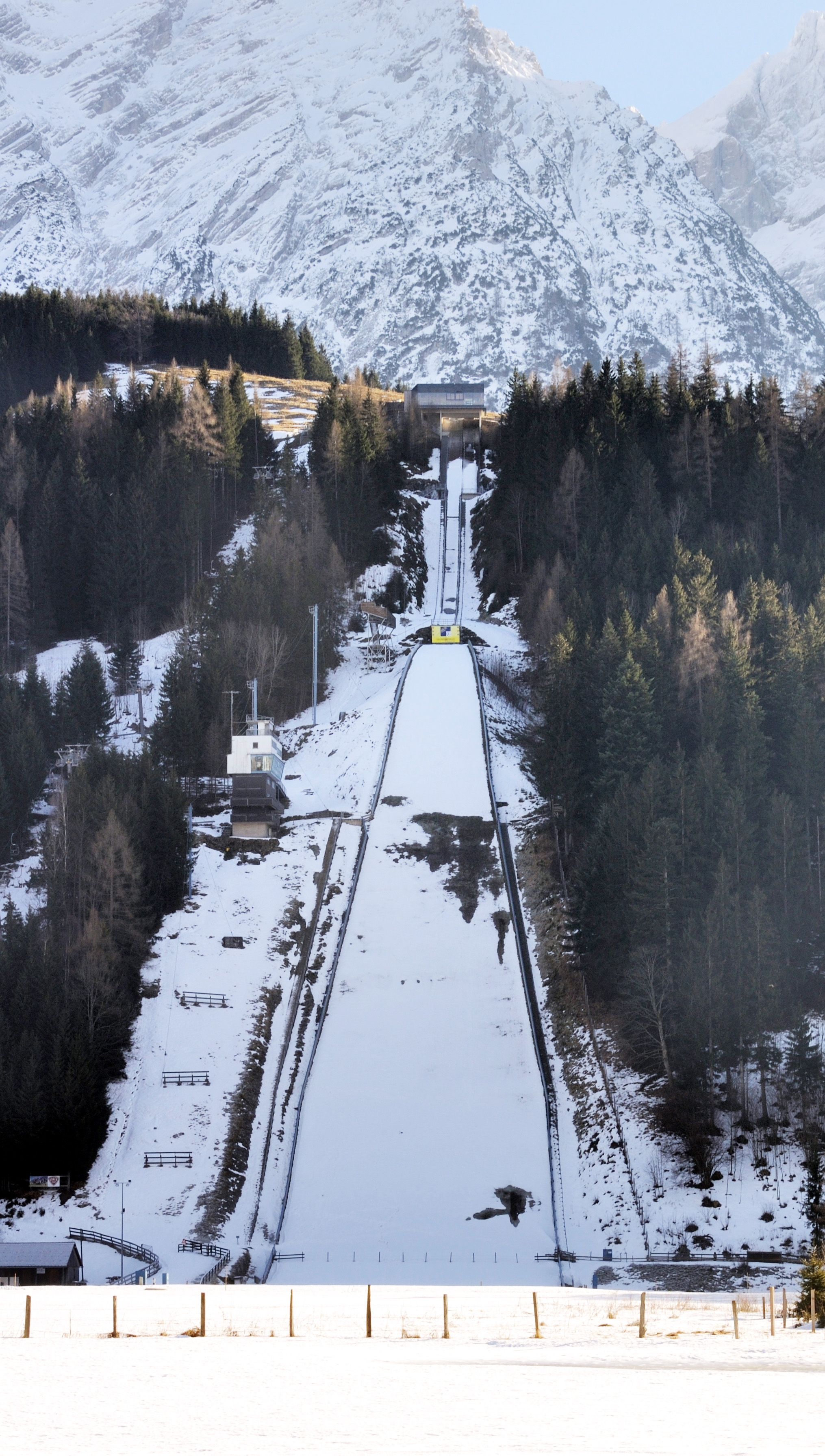
Il trampolino Kulm HS225 che ha ospitato le gare

I Campionati mondiali di volo con gli sci 2016, ventiquattresima edizione della manifestazione, si sono svolti dal 14 al 17 gennaio a Tauplitz, in Austria, e hanno contemplato esclusivamente gare maschili. Sono stati assegnati due titoli, uno individuale e uno a squadre.

## Risultati

### Individuale
| Pos. | Atleta               | Nazione  | Punteggio |
| ---- | -------------------- | -------- | --------- |
| 1    | Peter Prevc          | Slovenia | 640,1     |
| 2    | Kenneth Gangnes      | Norvegia | 636,8     |
| 3    | Stefan Kraft         | Austria  | 629,2     |
| 4    | Johann André Forfang | Norvegia | 602,0     |
| 5    | Noriaki Kasai        | Giappone | 600,4     |
| 6    | Severin Freund       | Germania | 565,3     |
| 7    | Anders Fannemel      | Norvegia | 543,9     |
| 8    | Richard Freitag      | Germania | 542,8     |
| 9    | Jurij Tepeš          | Slovenia | 535,5     |
| 10   | Robert Kranjec       | Slovenia | 534,9     |

Data: 15-16 gennaio

Trampolino: Kulm HS225 

3 serie di salti

### Gara a squadre
| Pos. | Nazione   | Atleti                                                                     | Punteggio |
| ---- | --------- | -------------------------------------------------------------------------- | --------- |
| 1    | Norvegia  | Anders Fannemel Johann André Forfang Daniel-André Tande Kenneth Gangnes    | 1467,7    |
| 2    | Germania  | Andreas Wellinger Stephan Leyhe Richard Freitag Severin Freund             | 1357,3    |
| 3    | Austria   | Stefan Kraft Manuel Poppinger Manuel Fettner Michael Hayböck               | 1310,4    |
| 4    | Slovenia  | Robert Kranjec Jurij Tepeš Anže Lanišek Peter Prevc                        | 1272,7    |
| 5    | Polonia   | Kamil Stoch Klemens Murańka Dawid Kubacki Stefan Hula                      | 1211,9    |
| 6    | Rep. Ceca | Tomáš Vančura Jan Matura Lukáš Hlava Roman Koudelka                        | 1018,4    |
| 7    | Finlandia | Harri Olli Sebastian Klinga Lauri Asikainen Ville Larinto                  | 721,6     |
| 8    | Russia    | Vladislav Bojarinčev Michail Maksimočkin Il'mir Chazetdinov Denis Kornilov | 707,5     |

Data: 

Ore: 

Trampolino: Kulm HS225

## Medagliere per nazioni
| Pos. | Nazione  | Oro | Argento | Bronzo | Totale |
| ---- | -------- | --- | ------- | ------ | ------ |
| 1    | Norvegia | 1   | 1       | 0      | 2      |
| 2    | Slovenia | 1   | 0       | 0      | 1      |
| 3    | Germania | 0   | 1       | 0      | 1      |
| 4    | Austria  | 0   | 0       | 2      | 2      |